# Делгерех
Делгерех — сомон у Східно-Гобійському аймаку Монголії. Територія 4,858 тис км², населення 2,0 тис. чол.. Центр – селище Хонгор розташований на відстані 137 км від Сайншанду та 480 км. від Улан-Батора.

## Рельєф
Гори Баян, Модот, Хонгорсант та ін. (до 1200 м), гобійські долини Гурвангашуун, Далай, Ар, Убержирем та ін..

## Клімат
Клімат різкоконтинентальний. Середня температура січня -18 градусів, липня +21 градуси, щорічна норма опадів 180 мм.

## Тваринний світ
Водяться козулі, вовки, лисиці, дикі кози.

## Соціальна сфера
Працює середня школа, лікарня, торговельні установи.

## Корисні копалини
Запаси плавикового шпату, вапняку, будівельних матеріалів